# Козья слобода (район)
Козья слобода (тат. Кәҗә бистәсе или тат. Күзи бистәсе) — историческая местность и микрорайон Казани. Расположена в Московском районе города, за рекой Казанка практически напротив кремлёвского холма после Кремлёвской дамбы. Севернее Козьей слободы расположена Кизическая слобода, западнее — посёлок Гривка, восточнее — «спальный район» Новое Савиново.

## Происхождение названия
Существует несколько версий происхождения названия слободы.
По одной версии название у слободы пошло из-за того, что жители держали коз. Для того, чтоб спастись от чумы жители принесли в жертву козла, и те, кто поел жертвенного мяса — спаслись от эпидемии.
По другой версии Козья слобода возникла в XVII веке из одноимённой деревни.
Помимо коз слобода славилась своими лугами с растущими целебными травами. Жители слободы занимались огородничеством, развивалось веревочное, овчинное и свечное производство.

## История
В июне 1654 года в Казани разразилась эпидемия чумы, которая сподвигла многих жителей переместиться за город. Именно тогда начался рост слободы.
В 1830 году в слободу потянулась вторая волна поселенцев из-за эпидемии холеры в Казани.
Козья слобода стала частью города в 1825 году, однако до середины 90-х годов XX века слобода в качестве застройки имела обширный частный сектор.
В 1889 году в соответствии с решением городской думы были осушены болота, которые были между Козьей слободой и соседней с ней «Гривкой». Были выкопаны глубокие прямые канавы и возведены насыпные дамбы. Эти мероприятия позволили соединить дорогами город, Козью и Ягодную слободы. С городом слобода соединялась Хижицкой дамбой и деревянным Горбатым мостом.
В 1925 году в честь 100-летия восстания Декабристов центральная улица слободы Большая Козья была переименована в улицу Декабристов.
1 сентября 1926 года в слободу стали ходить автобусы, однако радость жителей была омрачена наводнением, из-за чего размыло дамбу и мост.
В 1969 году было построено 13-этажное здание издательства (ныне полиграфическо-издательский комплекс «Идель-Пресс» и пресс-центр «Татмедиа»), в котором разместились многие редакции республиканских и городских газет и журналов, а также собственная типография.
В 1977 году был построен Молодёжный центр (ныне «Ак Барс банк» и общественный центр при нём) по проекту архитекторов М. Хайруллина, инженеров З. Забирова и Е.Серебрякова. в том же году построили и Центральный государственный архив аудиовизуальных документов РГП.
В конце советского времени в слободе был размещён нынешний Казанский государственный энергетический университет (ранее — филиал Московского энергетического института), получивший новый корпус в постсоветское время.
Также в начале слободе был установлен монумент воинам-интернационалистам и появился выставочный центр КНИИАТ (ныне Банк Казани).

## Современное состояние
Долгое время в слободе сразу после Кремлёвской дамбы располагалась заброшенная территория между Казанкой и улицей Односторонняя Гривка. В начале 2000 территорию облагородили и на этом месте создали парк «Шурале», переименованный затем в «Кырлай». «Кырлай» стал главным городским парком развлечений вместо уменьшившегося, утратившего аттракционы и потерявшего популярность парка Горького.
В последние годы ведется активная застройка территории слободы многоэтажными жилыми домами, офисными зданиями, торговыми и другими общественными зданиями. Сегодня частная деревянная жилая застройка в Козьей слободе сохранилась на улицах Красносельская, Кемеровская и Нижняя Торфяная.
При строительстве метрополитена было принято решение назвать станцию на территории слободы в соответствии с историческим названием.

## Улицы
- Декабристов (часть)
- Чистопольская (часть)
- 1-й Болотный переулок
- 2-й Болотный переулок
- 3-й Болотный переулок
- Кемеровская[тат.]
- Коробицына
- Красносельская
- Лермонтова (часть)
- Малая Козья
- Малая Чистопольская
- Нижняя Торфяная[тат.]
- Поперечно-Степная
- Рабочая
- Средняя
- Степная
- Солдатская
- Южная Козья

## Интересные факты
- Недалеко от Козьей слободы до 1917 года находилась сельскохозяйственная ферма Казанского губернского земства. Некоторое время управляющим здесь был Алексей Агафонович Заболоцкий — отец известного российского поэта Николая Заболоцкого.
- При застройке высотными домами начинающейся в слободе улицы Чистопольской была снесена Смоленская церковь, в ней в советское время находился кинотеатр «Октябрь».

## Галерея

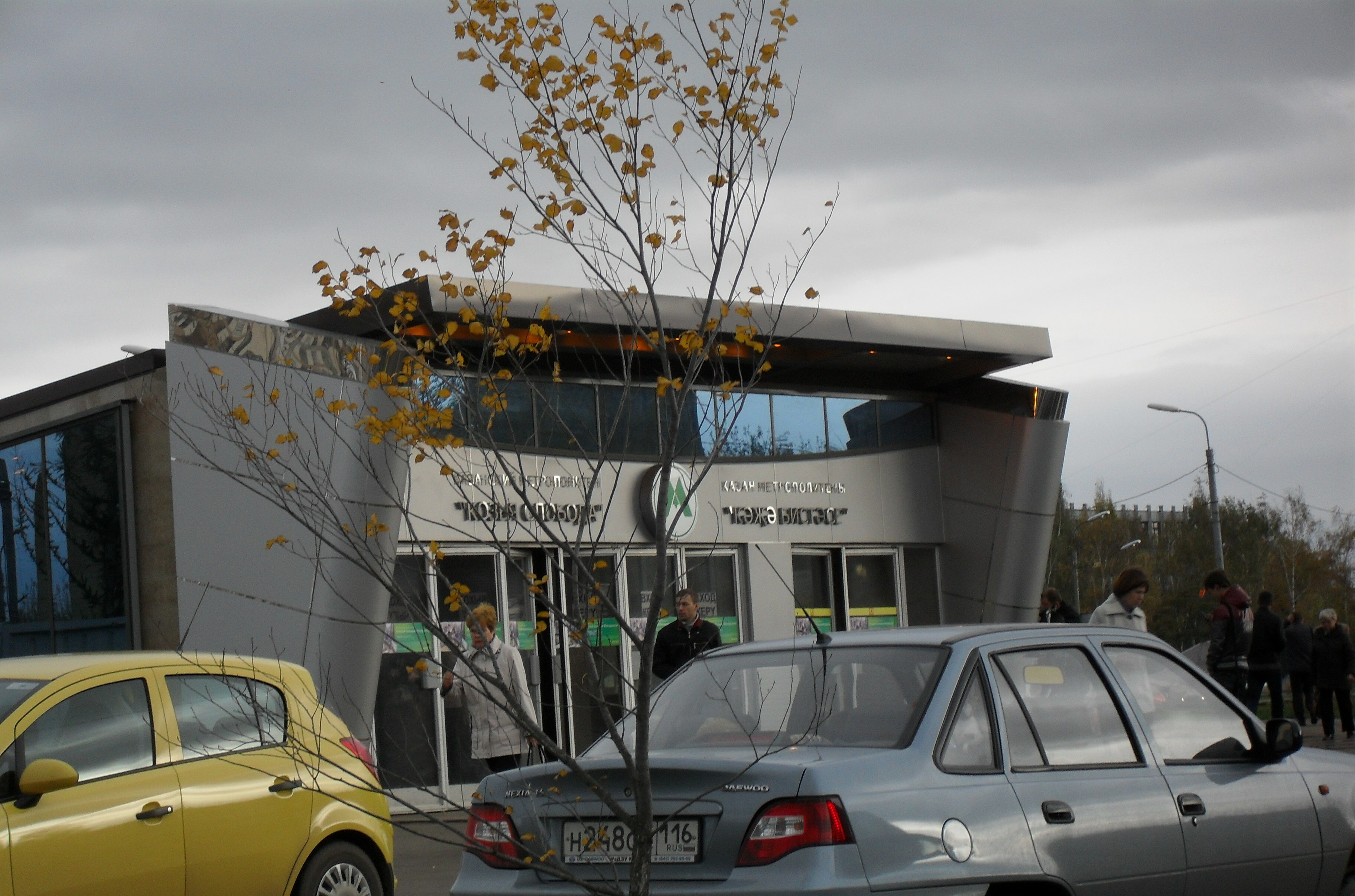
Вход в станцию метро «Козья слобода»
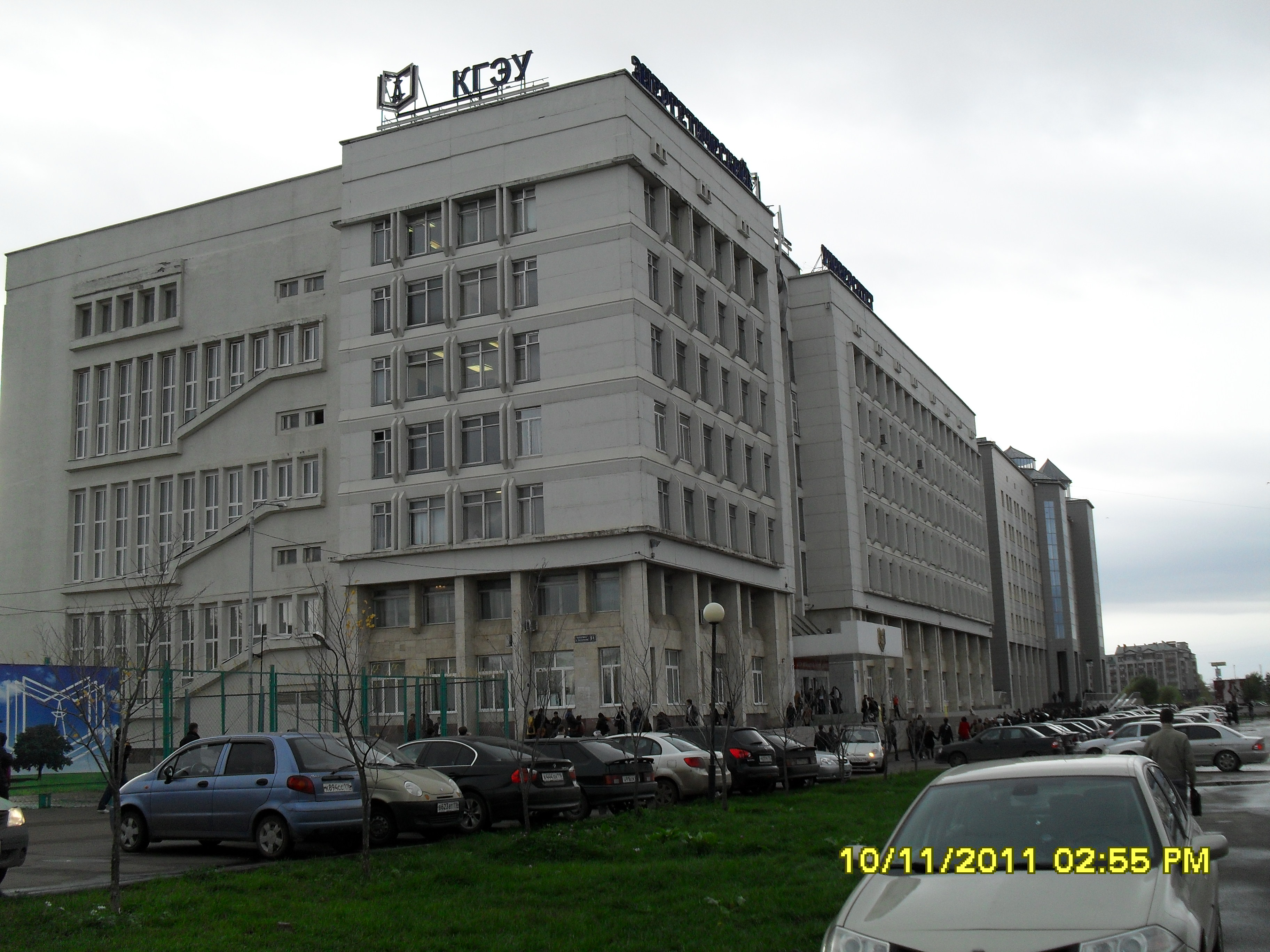
Казанский государственный энергетический университет
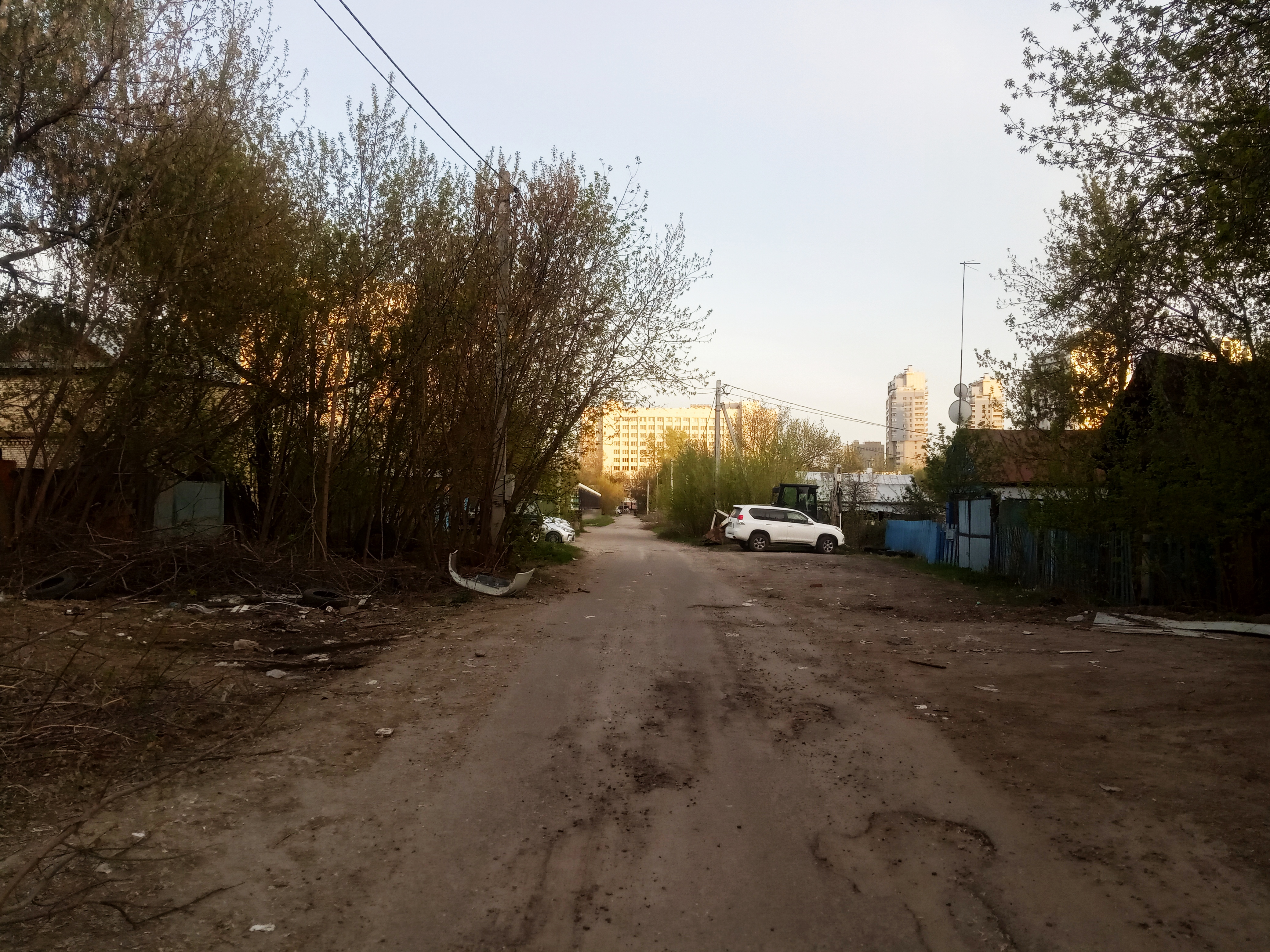
На Красносельской улице